# 何学清
何学清（1953年8月—），宁夏平罗人，中国政治人物，宁夏回族自治区人大常委会原副主任。

## 生平
1973年至1976年，就读于西安交通大学铸造工艺及设备专业。1981年10月加入中国共产党。1976年至1991年，在平罗县政府机关工作。1991年至2000年，历任石嘴山市石嘴山区区长、市纪委书记、市委副书记。2000年至2002年，任宁夏回族自治区粮食局局长。2002年4月，调至固原地区工作，任中共固原市工委副书记（正厅级）。地级固原市正式挂牌成立后，任固原市首任市委书记。2005年1月，兼任市人大常委会主任。2006年12月，当选中共固原市第二届委员会书记。
2008年1月，当选宁夏回族自治区人大常委会原副主任。2015年1月，因身体原因辞去副主任职务。